# Chogachagere, Arsikere
Chogachagere là một làng thuộc tehsil Arsikere, huyện Hassan, bang Karnataka, Ấn Độ.